# Albert Kikkert
Albert Lambertsz Kikkert (Vlieland, 17 november 1761 - Curaçao, 18 december 1819), was een Nederlandse marine-officier en plantagehouder op Curaçao. Hij was betrokken bij de Tula-opstand van 1795, diende Franse belangen onder Lodewijk Napoleon en werd daarna, onder koning Willem I, gouverneur-generaal van de benedenwindse eilanden.

## Marine-officier
Albert Kikkert werd geboren te Oost-Vlieland als enige zoon van Jannetje Bakker en Lambert Albertszoon Kikkert uit Texel. In 1776, na het overlijden van zijn vader, ging Kikkert -14 jaar oud- als kadet in zeedienst. Drie jaar later werd hij luitenant. Als zodanig nam hij in 1781 deel aan de Slag bij de Doggersbank in de Vierde Engels-Nederlandse Oorlog (linieschip 'Batavier', kapitein Bentinck). Dit was een onbesliste slag die in Holland werd gevierd als een overwinning maar feitelijk het begin vormde van de Engelse heerschappij over de internationale wateren.
In 1786 werd Kikkert -25 jaar oud- commandant op het oorlogsschip 'Hector', waarmee hij in 1787 voor het eerst de haven van Curaçao binnenvoer. Twee jaar daarna bezocht hij het eiland opnieuw, als tweede man op het fregat de 'Amazoon' en trad er in het huwelijk met de Curaçaose Anna van Uytrecht (1768-1847), met wie hij vier kinderen kreeg. Anna was een dochter van een rijke planter. Door dit huwelijk werd Kikkert eigenaar van twee plantages, Jan Sofat (voorheen Jan Zoutvat) en San Juan.
Als bevelhebber van het fregat 'Ceres' bezocht Kikkert de Middellandse Zee, de Azoren en opnieuw de westelijke koloniën, waar hij scheep lag te Curaçao.

## Bataafse Republiek en slavenopstand 1795
Kikkert was op Curaçao toen de patriotten in 1795 met hulp van de Fransen in Holland de macht grepen en de Bataafse republiek stichtten. Stadhouder Willem V was naar Engeland gevlucht en gelastte vandaaruit alle koloniale gouverneurs en officieren zich over te geven aan de Engelsen, zodat de overzeese gebieden niet in Franse (revolutionaire) handen zouden vallen. De nieuwe regering ontsloeg de meeste officieren, die veelal van adel waren. De vraag wie te dienen leidde tot verwarring en ook onlusten op de Nederlandse schepen. Kikkert koos de kant van de nieuwe machthebbers in Holland en opereerde daarmee in dienst van de Fransen. Zijn patriotisme was opportunistisch, want later betoonde hij zich tegenover de Engelsen weer een overtuigd orangist.
Geïnspireerd door de revolutionaire woelingen in Europa en de succesvolle slavenopstand op het Franse Haïti, brak in 1795 ook op Curaçao een slavenopstand uit. De "kapitein" van de opstandelingen, Tula, was eigendom van Kikkerts zwager Casper Lodewijk van Uytrecht (1730-1805). Twee andere leiders van de opstand waren eigendom van Kikkert zelf, waaronder Pedro Wacao en Carpata. 'Bastiaan' Carpata was voorman of zwartofficier op zijn plantage San Juan. Mede daarom was Kikkert er op gebeten de opstand neer te slaan. Zo geschiedde inderdaad, met de inzet van de fregatten Ceres en Medea. Vanaf de Ceres had Kikkert twee batterijen kanonnen aan land gebracht, alsmede munitie en andere voorraden. Hij voerde het commando over de mariniers die meevochten met de burgermilitieleden te paard op het eiland. De opstand eindigde met een wrede, voorbeeldstellende executie van de opstandelingenleiders, waar Kikkert actief bij betrokken was. Koel noteerde hij in zijn scheepsjournaal ‘Den 3e’ (oktober 1795): “… twee negers levendig geradbraakt, en geblaakert, vervolgens onthoofd en de koppen op de galg gezet, een neger de handen afgekapt, en met een moker de kop ingeslagen en toen 5 opgehangen.” De straffen waren conform het vonnis van gouverneur Johannes de Veer (1738-1796) cum suis.

## Terug naar (Frans) Nederland
Curaçao kende geen productieve plantage-economie, zoals Suriname, maar was volledig afhankelijk van de internationale handel en de internationale politieke verhoudingen. Aan het einde van de 18de eeuw was de Nederlandse macht op zee echter ingestort en liep de handel scherp terug. Curaçao kon niet overleven in neutraliteit, d.w.z. zonder de hulp van een vreemde macht. In 1800 namen de Engelsen Curaçao over en vertrok Kikkert noodgedwongen en vol schulden terug naar Nederland, zijn vrouw en kinderen op Curaçao achterlatend.
In Nederland herpakte Kikkert zijn carrière. In 1802 werd hij schout-bij-nacht en in 1803 bevelhebber over alle oorlogsschepen gestationeerd tussen Texel en Delfzijl (de Waddenzee). In 1807 werd hij tot viceadmiraal benoemd met verantwoordelijkheid voor de zeemacht van de Zuiderzee tot Hamburg. In april 1808 benoemde Lodewijk Napoleon, koning van Holland, Kikkert tot directeur en commandant van de marine in het Zuiderdepartement met als standplaats Rotterdam. Kikkert peilde de tijdgeest goed: In september van datzelfde jaar -twee jaar voor de inlijving van Nederland bij het Franse keizerrijk- trad Kikkert als vice-admiraal in volledig Franse dienst. Hij werd maritiem onderprefect van het tweede arrondissement met als standplaats (wederom) Rotterdam.

## Omwenteling 1813
In 1813 verlieten de Fransen halsoverkop Nederland. Net als in Frankrijk stortte het bestaande politieke systeem ook in Nederland in en moest een nieuwe orde worden gevestigd. Het Voorlopig Bewind (een driemanschap) liet Kikkert arresteren en gevangenzetten. Nadat Kikkert te kennen had gegeven Napoleon niet meer te steunen werd hij opnieuw in zijn functie benoemd. Kikkert was een van de eersten die overliepen naar de oranjegezinden. Hij kreeg vervolgens de Maas te verdedigen en hielp Dordrecht bevrijden van de Fransen, waarna ongehinderd oorlogsmateriaal uit Engeland kon worden aangevoerd. Met dit als achtergrond werd Kikkert op 8 juli 1815 door de nieuwe koning, Willem I, benoemd tot commandeur in de Militaire Willems-Orde.
In hetzelfde jaar 1815 gaven de Engelsen Curaçao terug in Nederlandse handen. In januari 1816 bezocht Willem I in gezelschap van Kikkert en enkele van zijn familieleden het eiland. Omdat hij Curaçao zo goed kende werd Kikkert aangesteld als gouverneur-generaal van Curaçao en Onderhorigheden. Hij had zelf weliswaar zestien jaar in Nederland gezeten, maar zijn vrouw en kinderen woonden nog altijd op het eiland. Kikkert betrok het door zijn Engelse voorgangers als buitenhuis gebruikte "The Pen" (delen van dit gebouw maken deel uit van het huidige Hotel Avila Beach). Later betrok Kikkert een nieuwe woning in Otrabanda.

## Gouverneurschap en overlijden
Onder Kikkerts gouverneurschap verscheen 'De Curaçaosche Courant' als een voortzetting van de engelstalige 'Gazette' en kwam er een eerste 'provisioneel reglement op het schoolwezen' om het onderwijs op 'verbeterden Hollandschen voet' te brengen. Desalniettemin zou papiamento de algemene omgangstaal worden op het eiland -voor het Nederlands was het reeds te laat.
In 1817 stelde Kikkert per decreet dat de huizen op Curaçao pastelkleurig moesten worden in plaats van wit. Er was namelijk een arts die had geconstateerd dat veel mensen op het eiland met oogproblemen kampten. Hij dacht dat dit kwam door de weerkaatsing van de felle zon op gevels van de witte huizen. De wet is ongeveer honderd jaar van kracht geweest en pas begin 20e eeuw afgeschaft. Nog steeds worden de huizen op Curaçao in allerlei kleuren geschilderd, ondanks dat het niet meer verplicht is. Hieraan ontleent Kikkert de bijnaam 'gouverneur van de kleuren'.
Kikkert was gouverneur binnen een nog rammelend regeringsstelsel, zonder duidelijke doelstellingen voor de westelijke eilanden, laat staan ondersteuning. Den Haag had hoge, maar irreële verwachtingen op economisch gebied. De Haagse bestuurders vonden dat Kikkert nogal zwak optrad. Mogelijk kon hij door zijn verwantschap met veel families op het eiland inderdaad geen moeilijke besluiten doordrukken. Hoe dan ook, zijn ontslagbrief was eind 1819 reeds onderweg - toen hij plotseling stierf.
Kikkert overleed in de avond van 18 december 1819 en werd de volgende dag begraven. Zijn beoogde opvolger Van Starckenborgh stond al in de startblokken en wees de 'slipdragers' aan voor de begrafenis. Kikkert werd begraven op de oude protestantse begraafplaats van Otrobanda. Volgens de Curaçaosche Courant was de lijkstoet van hoogwaardigheidsbekleders en burgers dusdanig lang dat de achtersten de begraafplaats nog niet bereikt hadden toen het stoffelijk overschot al onder aarde was.

## Militaire eremetalen
Kikkert ontving in zijn carrière diverse onderscheidingen; ze reflecteren de turbulente tijden waarin hij leefde, alsmede zijn aanpassingsvermogen. 
- De Doggersbank-medaille in 1781, een onderscheiding voor de opvarenden, matrozen en officieren van het Nederlands eskader onder admiraal Johan Zoutman.
- De Orde van de Unie in 1804, een onderscheiding ingesteld door Lodewijk Napoleon, koning van Holland.
- De Legioen van Eer in 1804 en 1811, de hoogste Franse nationale onderscheiding.
- De Militaire Willems-Orde in 1815, de oudste en hoogste Nederlandse onderscheiding, ingesteld door koning Willem I in hetzelfde jaar.

## Borstbeeld vrijmetselarij
Op Curaçao was Kikkert actief lid van de vrijmetselarij, loge "De Vergenoeging nr. 22", een overwegend protestants, patriottisch en republikeins mannenbroederschap (destijds pro Franse revolutie). Ter gelegenheid van het 250-jarig jubileum van haar orde liet deze Curaçaosche broederschap in 2006 een borstbeeld van Kikkert vervaardigen. Volgens de opdrachtgever van het kunstwerk, zakenman en logebroeder Arturo Jesurun, vanwege Kikkerts 'verdiensten voor de toenmalige kolonie, de koninklijke marine en de vrijmetselarij'. Het beeld, vervaardigd door kunstenares Elly Baltus, werd in juni 2006 in Wassenaar onthuld door een van de nazaten van Kikkert, de toenmalige Nederlandse opperbevelhebber der strijdkrachten generaal Dick Berlijn, in aanwezigheid van de minister voor de Nederlandse Antillen Paul Comenencia. De twee mannen roemden Kikkerts zeeheldenstatus, maar refereerden niet aan zijn zakelijke en militaire betrokkenheid bij het neerslaan van de slavenopstand van Tula. Toen het borstbeeld later dat jaar op Curaçao werd gepresenteerd sprak gouverneur Goedgedrag evenmin over Kikkerts rol in 1795, terwijl de vrijheidsstrijder Tula een heldenstatus geniet op het eiland. De Curaçaose organisatie APKI (‘Bevordering Historisch besef’) liet haar ongenoegen hierover blijken bij monde van voorzitter Gilbert Bacilio. Het borstbeeld werd desalniettemin geplaatst op het Albert Kikkert Plantsoen, voormalig plantageterrein van Kikkert.
In 2019 nam Berlijn afstand van zijn eerdere woorden en sloot zich aan bij Comenencia die al had verklaard dat bovengenoemde aspecten op de sokkel van het borstbeeld zouden moeten worden vermeld.
- Biografisch Portaal: 05931269
- International Standard Name Identifier: 0000 0003 9438 7076
- Base Léonore: LH//1401/24
- Nederlandse Thesaurus van Auteursnamen: 071321365
- Virtual International Authority File: 288934127
- WorldCat: E39PBJxrVqy7bDKkkDBpf3PYT3